# Minettia coracina
Minettia coracina är en tvåvingeart som beskrevs av Shatalkin 1993. Minettia coracina ingår i släktet Minettia och familjen lövflugor. Inga underarter finns listade i Catalogue of Life.